# Empirische Pädagogik
Unter Empirischer Pädagogik oder Empirischer Erziehungswissenschaft versteht man eine Richtung innerhalb der wissenschaftlichen Pädagogik bzw. Erziehungswissenschaft.
Angestrebt werden exakte Prognosen von Erziehungs- und Bildungsprozessen und wirksame Technologien ihrer Veränderung. Pädagogische Theorien und Praktiken werden mittels analytischer und empirischer Methoden und anhand von wissenschaftstheoretischen Kriterien wie Objektivität, Validität und Reliabilität überprüft. Normen und Werte sollen in diesem Prozess der Bewertung keine Rolle spielen.

## Ursprung und Entwicklung der empirischen Pädagogik

### Anfänge in Deutschland bis 1945
Ihre Anfänge hat die empirische Pädagogik im Wesentlichen in der stark an der Psychologie orientierten „experimentellen Pädagogik“, die in der Zeit um die Jahrhundertwende entstanden war, aber zu keinem Zeitpunkt ihr Nischendasein überwinden konnte. Als ihre Begründer und Pioniere gelten Wilhelm August Lay (1862–1926) und Ernst Meumann (1862–1915). Wesentliche Charakteristika dieser frühen empirischen Forschung im pädagogischen Feld waren:
- Experimentelle Überprüfung von Hypothesen;
- Einsatz systematischer Beobachtungen;
- Statistische Auswertung des Festgestellten.

Die unmittelbare Wirkung des neuen Ansatzes auf die Erziehungswissenschaft und auf die pädagogische Praxis war allerdings eher gering. Weit größeren Einfluss (und auch Reputation) schon zu ihren Lebzeiten gewannen ihre Nachfolger: der Münchener Aloys Fischer und der Jenaer Peter Petersen (zusammen mit seiner Frau Else Müller-Petersen). Sowohl Fischer als auch Petersen kannten die Versuche Lays und Meumanns und sahen die Möglichkeiten und Chancen, die in deren Ansatz steckten. Ihre eigenen Arbeiten auf dem Gebiet der Empirie – Fischer gilt als der Schöpfer der „deskriptiven Pädagogik“, Petersen begründete zusammen mit Else Müller-Petersen die „pädagogische Tatsachenforschung“ – waren methodisch durchdachter, aus heutiger Sicht gesehen jedoch noch immer unzulänglich. Auch die ’’Ergebnisse’’ ihrer wissenschaftlichen Tätigkeit waren eher dürftig. Trotzdem war ein großer Schritt auf dem Weg zur erfahrungswissenschaftlich-pädagogischen Forschung getan, gaben doch ihre Konzepte einen wichtigen Hinweis darauf, wie eine empirisch gestützte Grundlegung der Pädagogik aussehen könnte.

### Bundesrepublik nach 1945
Der Nationalsozialismus und der Zweite Weltkrieg ließ die Entwicklung stocken. Erst nach 1945 ging es weiter. Ein intensiver werdender Prozess der Verwissenschaftlichung ließ die Zahl der empirischen Arbeiten seit Mitte der 1950er Jahre aber ansteigen und trieb die längst schon überfällige erfahrungswissenschaftliche Grundlegung der Pädagogik (nach dem Modell der empirischen Nachbardisziplinen wie Soziologie und Psychologie) voran.
Willkür und Beliebigkeit, Spekulation und Irrationalität, die insbesondere der geisteswissenschaftlichen Richtung zum Vorwurf gemacht wurden (nicht immer zu Recht), sollten überwunden werden. An deren Stelle wollte man eine rationale, der wissenschaftlichen Analyse verpflichtete Forschungspraxis schaffen.
Große Bedeutung kam dabei der 1951 gegründeten „Hochschule für Internationale Pädagogische Forschung“ in Frankfurt zu. Die 1964 in Deutsches Institut für Internationale Pädagogische Forschung (DIPF) und 2018 in Leibniz-Institut für Bildungsforschung und Bildungsinformation umbenannte Einrichtung war maßgeblich am Aufschwung der empirischen Forschung in den 1950er und 1960er Jahren beteiligt. Ein Großteil der Pioniere der empirisch-pädagogischen Forschung im frühen Nachkriegsdeutschland war an dieser Institution tätig, unter anderem Erich Hylla, Eugen Lemberg, Walter Schultze und insbesondere Heinrich Roth.
Eine Signalwirkung für die Erziehungswissenschaft hatte die im Juli 1962 von Roth gehaltene Vorlesung über die „Realistische Wendung in der pädagogischen Forschung“. Anlässlich der Übernahme des Lehrstuhls für Pädagogik des eben verstorbenen Erich Weniger in Göttingen formuliert, und teils als Feststellung, teils als Proklamation verstanden, war sie der Beginn einer ungewöhnlich rasanten Entwicklung empirischer Forschungsarbeit und das langsame Ende der bis dahin übermächtigen Geisteswissenschaftlichen Pädagogik. Vorsichtigeren Forschern wie Roth ging es zunächst darum, die herkömmlichen methodischen Verfahren der Erziehungswissenschaft, insbesondere die hermeneutischen, textanalytischen Methoden durch Methoden empirischer Forschung zu ergänzen. Andere gingen radikaler vor und artikulierten offen ihre Aversion gegen die geisteswissenschaftliche Methode im Ganzen. Sie forderten nichts Geringeres als die Überwindung aller nicht in ihrem Sinne empirischen, z. B. interpretativ-hermeneutischen Verfahren. Die Vertreter der neuen, szientifischen Wissenschaftsauffassung waren selbstbewusst – besonders hinsichtlich der Leistungsfähigkeit ihrer Forschungsmethoden.

### Neue „empirische Wende“ ab ca. 2000
Von einer empirischen Wende in der Erziehungswissenschaft wird wieder seit etwa 2000 gesprochen, diesmal beflügelt durch die großen ländervergleichenden Bildungsanalysen wie die PISA-Studien. Bemerkenswert ist in dieser Zeit der Konstanzer Beschluss von 1997. Die empirische Wende ist gegen die lange vorherrschende „Kritische Erziehungswissenschaft“ gerichtet, die vielfach das Erbe der geisteswissenschaftlichen Richtung angetreten hatte und darin übereinstimmt, die Leistungsfähigkeit eines Bildungssystems nicht für messbar zu halten. Der Streit geht auch um die Tragfähigkeit der Bildungsstandards als vorgegebene Ziele von Erziehung mit messbaren Ergebnissen (vgl. Herzog 2013; Dammer 2015). Empirische Ergebnisse liegen vor allem der Lehr-Lern-Forschung zugrunde, in der die Lehrpersonen, die Schülerschaft, die Unterrichtsmethoden und das Unterrichtsklima auf ihre Voraussetzungen und Wirkungen analysiert werden. Vertreter sind z. B. Andreas Helmke und Sigrid Blömeke.

## Ausgangspunkt und Ziel
Ausgangspunkt der empirischen Pädagogik, oder der empirisch-analytischen Erziehungswissenschaft, wie sie auch genannt wird, ist wie bei der geisteswissenschaftlichen Pädagogik die Erziehungswirklichkeit. Diese wird jedoch nicht als Sinnzusammenhang, sondern als „Universum kausaler und funktionaler Abhängigkeiten“ (Keckeisen) angesehen. Sie soll umfassend und intersubjektiv nachvollziehbar erklärt werden. Wenigstens dem Anspruch nach will die empirisch-analytische Forschung alle jene Erziehungsphänomene oder pädagogische Probleme beschreiben, erklären und lösen helfen, die einer Beschreibung, Erklärung und Lösung bedürftig erscheinen. Auch subtilste Zusammenhänge sollen mit Hilfe empirischer Untersuchungen erforscht werden können. Die mit den Tatsachen der Erziehung verknüpften Phänomene soziologischer, psychologischer o. a. Natur werden stets mitberücksichtigt. Sie erfahren denselben Zugriff – durch empirische Methoden nämlich – und sind als Untersuchungsgegenstände nicht von anderen Phänomen unterscheidbar. Von einer „relativen Eigenständigkeit“ der Pädagogik lässt sich insofern nicht mehr reden.
Drei Aufgabenbereiche können unterschieden werden:
1. Die empirisch-analytische Erziehungswissenschaft kann umfassende Erklärungen für Erziehungsphänomene und zuverlässige Prognosen über zukünftige Entwicklungen abgeben (z. B. kann sie die Wirkung multimedialer Lehrmethoden untersuchen oder die Entwicklung bestimmter Persönlichkeitseigenschaften in Abhängigkeit vom gewählten Erziehungsstil).
2. Sie kann über Zweck-Mittel-Relationen informieren und geeignete Mittel zur Erreichung bestimmter Zwecke zur Verfügung stellen („Welches Mittel muss ich wählen, wenn ich diesen oder jenen Zweck erreichen will?“)
3. Sie kann Kenntnisse über mögliche Ziele und Normen der Erziehung gewinnen, ihre Stimmigkeit mit anderen Zielen/Normen überprüfen und Folgenabschätzung leisten; d. h. die Frage nach den Konsequenzen dieses oder jenes Zieles und deren Bedeutung hinsichtlich übergeordneter Ziele oder Kriterien beantworten. Gegebenenfalls kann sie Zielvorschläge zur Verbesserung der Praxis unterbreiten.

Erziehungswissenschaft in diesem strengen Sinn zielt auf ’’nomologisches’’, d. h. gesetzmäßiges Wissen von der Erziehungswirklichkeit. Erreicht wird dies durch das Aufstellen allgemeiner, möglichst einfacher, wahrer Gesetze (nomologischer Hypothesen) oder mit Systemen solcher Gesetze: mit Theorien. Die Tatsache, dass wir es bei erzieherischen Phänomen mit „sinnerfüllten“ Gegenständen hoher Komplexität zu tun haben, verhindert allerdings ihre Beschreibung anhand einfacher gesetzmäßiger Beziehungen. Die Beschreibung hat vielmehr die Form von „Mustern“, die unter gegebenen Bedingungen mit einer gewissen Wahrscheinlichkeit auftreten. Auch die Präzision der „Gesetze“, von denen hier die Rede ist, darf nicht mit derjenigen von Naturgesetzen gleichgesetzt werden. Naturgesetze erlauben keine Ausnahmen, ihre Pendants im erzieherischen Feld schon. Hier nämlich sind aufgrund der Komplexität der Sachverhalte niemals alle relevanten Randbedingungen zu erfassen. Deshalb sind genau genommen Ausdrücke wie „Regelhaftigkeit“ oder „Erklärung des Prinzips“ eher angebracht als „Gesetz“ oder „Gesetzmäßigkeit“.
Unverkennbar bei der empirisch-analytischen Erziehungswissenschaft ist die Abstraktion von der ’’praktischen’’ Dimension ihres Gegenstandes. ’’Information’’ – aus kritischer Distanz gegenüber der Praxis gewonnen – steht im Vordergrund: Informieren, um ein möglichst (zweck-)rationales Handeln und Planen in der Praxis zu realisieren, um jeweils das Höchstmaß an rationaler Erhellung der Bedingungen und der abschätzbaren Folgen bestimmter Entscheidungen zu erreichen. Praxis meint nach diesem Verständnis in erster Linie die technische Anwendung des in der Theorie Festgelegten. Die Vorstellung der „Dignität der Praxis“ wird aufgegeben (vgl. zur Kritik die Beiträge in Terhart 2014 und Brügelmann 2015).

## Empirische Verfahren und Werturteilsfreiheit
Der Zugang zu den Tatsachen erfolgt durch ’’Erklären’’ anstelle von Sinn ’’verstehen’’ (bekanntlich einer der Zentralbegriffe der geisteswissenschaftlichen Pädagogik). Betrachtet werden nicht die der Erziehungswirklichkeit immanenten Sinnzusammenhänge, die es als „Gesamt“ zu verstehen gilt, sondern einzelne Elemente der Realität, die möglichst umfassend (mit Hilfe anderer Elemente) erklärt werden sollen. Die Hermeneutik ’’als eigene Untersuchungsmethode’’ wird abgelehnt.
Hinsichtlich der Untersuchungsmethoden empirischer Wissenschaft kann eine relativ breite Vielfalt registriert werden. Die früheren Untersuchungen waren in der Regel deskriptiv – und nur an der Oberfläche analytisch –, des Weiteren zumeist quantitativ – und eher selten qualitativ. In den zurückliegenden drei Jahrzehnten ist allerdings ein Zurückdrängen quantitativer Untersuchungsmethoden zugunsten von qualitativen, außerdem eine Tendenz hin zu komplexen, verschiedene Methoden verknüpfende Analyseverfahren zu verzeichnen. Die Methoden, die schon in der Frühzeit der erziehungswissenschaftlichen Empirie verbreitet waren, gehören auch heute noch – teilweise in verbesserter Form – zum unentbehrlichen Standardrepertoire:
- Fragebögen und (standardisierte) Interviews
- strukturierte Befragungen
- Tests
- Beobachtungsstudien (auch Tonband- und Videoaufzeichnungen)
- pädagogische Versuche oder Experimente
- statistische Erhebungen (z. B. zur sozialen Herkunft von Schüler(inne)n)
- prognostische Berechnung (z. B. der Geburtenzahlen oder der Entwicklung der Schülerzahlen) u. a.

Ein Charakteristikum empirisch-analytischer Erziehungswissenschaft ist ihr Anspruch, eine ’’werturteilsfreie’’ Forschung zu betreiben. Wissenschaftliche Erklärungen – so die Forderung – sollen sich beschränken auf die Darstellung der Konsequenzen und Implikationen von Sachverhalten. Wert- und Normfragen und pädagogische Zielfragen werden systematisch aus dem Forschungsprozess ausgeklammert. Denn normative (präskriptive) Aussagen (wie z. B. Sollensvorschriften) gehörten nach Ansicht der Vertreter(innen) der empirischen Richtung nicht in das Feld der Wissenschaft. Einzig deskriptive Aussagen, d. h. Aussagen, die über die Realität informieren, seien wissenschaftliche Aussagen. In der Konsequenz bedeutet das für dieses wissenschaftstheoretische Modell natürlich, dass auch die mit der Wahl von Zielen und Mitteln verknüpften ’’Entscheidungen’’ (in der Praxis) als außerwissenschaftlich angesehen werden. ’’Welche’’ Ziele die Erziehung verfolgen soll (z. B. Mündigkeit), welche Mittel dabei angewendet werden sollen (z. B. eine bestimmte Lehrmethode) und welche Prinzipien dabei maßgeblich sind (z. B. „kein Zwang“), ist nach dieser Auffassung ’’wissenschaftlich nicht zu beantworten’’.
In der empirischen Forschung der 1980er und 1990er Jahre (und mit dem Siegeszug computergestützter Datenauswertung und -analysen) ist ein verstärktes Auftreten relativ junger, die Grenzen der klassischen Empirie sprengender Verfahren zu beobachten. Die Verbindung herkömmlicher Methoden und die Entwicklung neuer, teilweise quer zu ihnen liegenden Verfahren wurde als möglicher Ausweg aus der Enge der streng empirischen Forschung betrachtet. So gewann (und gewinnt) vor allem die sog. „qualitative Forschung“ an Gewicht.
Beispiele solcher qualitativer Verfahren zur Datenerhebung sind:
- teilnehmende (strukturierte oder unstrukturierte) Beobachtung
- qualitative, insbesondere „narrative“ Interviews und Tiefeninterviews
- Analyse von Dokumenten aller Art (z. B. biographisches Material)
- Lebensweltanalyse (Analyse von Interaktions-, Legitimations- und (Selbst-)Deutungsmustern)